# Peperomia plicatifolia
Peperomia plicatifolia är en pepparväxtart som beskrevs av William Trelease. Peperomia plicatifolia ingår i släktet peperomior, och familjen pepparväxter. Inga underarter finns listade i Catalogue of Life.